# ヌファラミン
ヌファラミン（英: Nupharamine）は化学式C15H25NO2で表されるセスキテルペンアルカロイドの一種である。

## 存在
コウホネや海狸香に含まれている。金沢大学の荒田らによる研究で、コウホネの根茎を加工した生薬である川骨をエタノールに温浸した抽出液から、新規アルカロイドの単離が報告され、これをヌファラミンと命名した。

## 構造決定
ヌファラミンはニトロプルシドナトリウム－アセトアルデヒド水溶液で青色を呈することから第二級アミンが存在していることが確認されていた。また、水酸基の存在や赤外吸収スペクトルからフラン環の存在が捕捉されていた。ヌファラミンは金沢大学の大橋による研究でセスキテルペン型の構造が決定された。
ヌファラミンの絶対配置は1963年に2R,3S,6Rとして報告されたが、後にそのエナンチオマーである2S,3R,6Sに訂正された。
ヌファラミンの合成は、アルケニルオキシランを出発物質とする経路が1990年に報告された。